# Narcisse Blanpain
Pour les articles homonymes, voir Blanpain.
Narcisse Blanpain, né à Quatre-Champs (Ardennes) le 3 décembre 1839 et mort à Paris le 9 août 1902, est un imprimeur-éditeur et homme de lettres français.

## Biographie
Narcisse-Stanislas Blanpain est le fils d'Élisabeth-Émilie Duchesne et de Louis-Xavier Blanpain, cultivateur à Quatre-Champs. Il serait en parenté avec Auguste Blanpain de Renusson, homme de lettres et bienfaiteur de Bar-le-Duc.
Albinos, une grave maladie des yeux manque de la rendre aveugle dans sa jeunesse. Après avoir étudié le droit, Narcisse Blanpain devient clerc de notaire puis clerc d'avoué. Vers l'âge de vingt ans, il souhaite se lancer dans la carrière des lettres mais ne parvient pas à vivre de sa plume. Par conséquent, après avoir appris la typographie chez l'abbé Migne, il devient typographe puis correcteur chez plusieurs imprimeurs parisiens.
Vers 1870, Blanpain se met à son compte en fondant sa propre imprimerie-maison d'édition au no 7 de la rue Jeanne, dans le quartier de Plaisance. Franc-maçon et libre-penseur, il se fait connaître pour des ouvrages anticléricaux, notamment ceux de la « Bibliothèque des libre-penseurs » en collaboration avec Victor Poupin.
Blanpain vit dans une maison au no 4 de l'impasse Blottière, qu'il avait achetée avec le journaliste Raoul Canivet, dont il a finalement racheté la part après s'être brouillé avec lui vers 1880. En effet, à la suite d'un article rédigé anonymement par Canivet dans Le Réveil social contre l'une des publications de Blanpain, celui-ci lui répond par un pamphlet et le diffame violemment à l'occasion d'une élection municipale partielle à La Villette en décembre 1881.
L'imprimerie Blanpain est déclarée en faillite le 21 décembre 1900.
Souffrant de diabète, Narcisse Blanpain meurt dans sa maison de l'impasse Blottière le 9 août 1902.